# Базарная улица (Одесса)
База́рная улица — улица в Одессе, в историческом центре города. От Тираспольской улицы до пересечения с Лидерсовским бульваром.

## История
Современное название улица получила в 1820 году по рыночной площади, располагавшейся на пересечении улицы с Александровским проспектом. В то время эта площадь уже получила название Старобазарной, поскольку с 1812 года существовал Новый базар на тогдашней Херсонской площади. С 1835 года и улица стала именоваться Старобазарной, однако после 1868 года прежнее название было возвращено.
После установления советской власти улица была названа в честь коммуниста Раковского (1923). В 1928 году это название изменили на Кооперативная. С 1934 года улица носила название Кирова, в честь известного советского государственного и политического деятеля, убитого в том году. С 1941 по 1944 годы улица снова носила название Базарная. Окончательно первоначальное название улицы было возвращено в 1995 году.

## Достопримечательности
Памятник Михаю Эминеску

## Известные жители

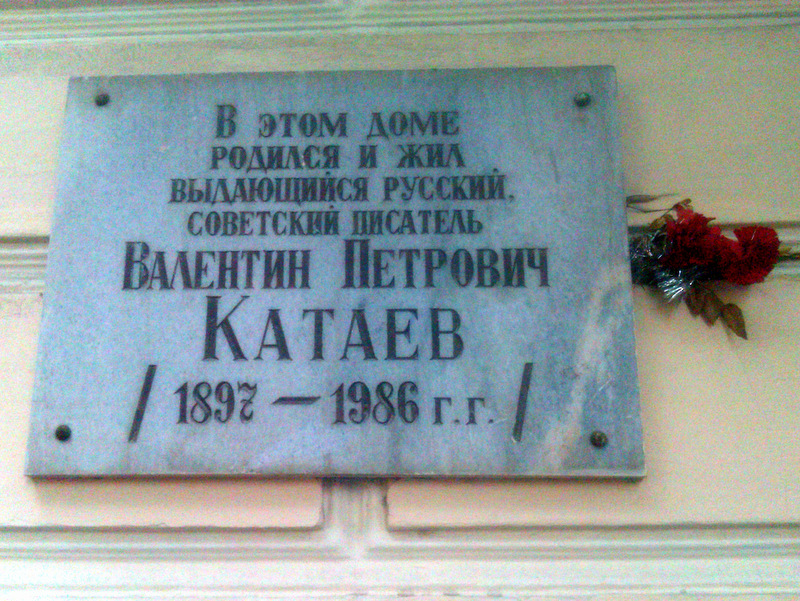

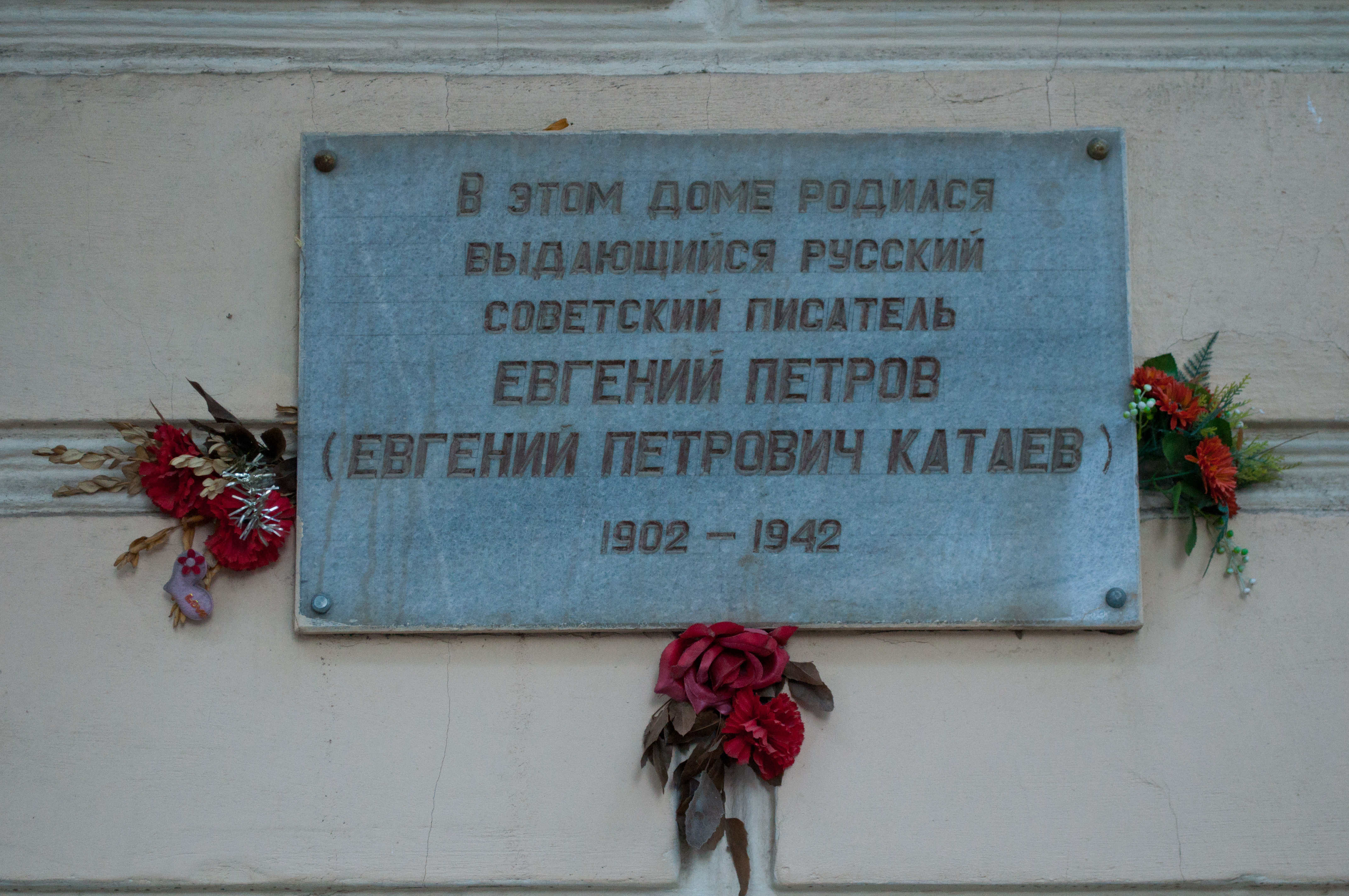

Родились поэт Эдуард Багрицкий (д. 40), писатели Валентин Катаев и Евгений Петров (д. 4)
д. 78 — жил Леонид Пастернак (1885—1911)